# Grzegorz Kotowicz
Grzegorz Leon Kotowicz (Czechowice-Dziedzice, 6 agosto 1973) è un ex canoista polacco.

## Palmarès

### Olimpiadi
- 2 medaglie:
  - 2 bronzi (Barcellona 1992 nel K-2 1000 m; Sydney 2000 nel K-4 1000 m)

### Mondiali
- 8 medaglie:
  - 3 argenti (Città del Messico 1994 nel K-4 1000 m; Dartmouth 1997 nel K-1 200 m; Dartmouth 1997 nel K-1 500 m)
  - 5 bronzi (Duisburg 1995 nel K-2 1000 m; Duisburg 1995 nel K-4 500 m; Duisburg 1995 nel K-4 1000 m; Dartmouth 1997 nel K-2 1000 m; Milano 1999 nel K-1 500 m)

### Europei
- 6 medaglie:
  - 1 oro (Zagabria 1999 nel K-4 1000 m)
  - 4 argenti (Plovdiv 1997 nel K-1 200 m; Plovdiv 1997 nel K-1 500 m; Plovdiv 1997 nel K-2 1000 m; Zagabria 1999 nel K-1 500 m)
  - 1 bronzo (Plovdiv 1997 nel K-2 1000 m)